# Осипово (Ивановская область)
Осипово — деревня Ильинского района Ивановской области России, входит в состав Исаевского сельского поселения.

## География
Расположена в 3 км на северо-запад от центра поселения села Исаевского и в 9 км на северо-запад от райцентра посёлка Ильинское-Хованское на автодороге 24К-260 Ростов — Иваново.

## История
Местная одноглавая каменная церковь во имя Богородицы всех скорбящих Радости и св. пророка Илии была построена Федором Николаевичем Терпигориевым в 1790 году, прежде здесь существовала деревянная церковь во имя свят. Николая, которая была разрушена при сооружении каменной.
В конце XIX — начале XX село входило в состав Щадневской волости Ростовского уезда Ярославской губернии. В 1885 году в селе было 35 дворов.
С 1929 года деревня входила в состав Исаевского сельсовета Ильинского района, с 2005 года — в составе Исаевского сельского поселения.

## Население
| 1859 | 1914 | 2010 |
| ---- | ---- | ---- |
| 148  | ↗225 | ↘18  |